# Francesc Esteve i Balagué
Francesc Esteve i Balagué (1970, Martorell) és un jurista i advocat català especialitzat en dret públic. Actualment, és conseller del Consell de garanties Estatuàries de Catalunya a proposta del Parlament, i fou director del Gabinet Jurídic de la Generalitat de Catalunya des del juny de 2017 fins al maig de 2022. És doctor en dret per la Universitat Rovira i Virgili i llicenciat en dret per la Universitat de Barcelona d'on també té un postgrau en dret urbanístic i un altre en gestió i dret local.
Ha estat el secretari general de Governació i Relacions Institucionals fins al 13 de juny de 2017 i, anteriorment, va treballar en diversos Ajuntaments en càrrecs tècnics municipals com a coordinador general de l'Ajuntament de Mataró, cap de Gabinet de l'Alcaldia de l'Ajuntament de Premià de Mar, secretari municipal del Ajuntament de les Franqueses del Vallès, de l'Ajuntament de Sallent i tècnic municipal en diversos ajuntaments.
Ha estat membre del Patronat de la Fundació Pi i Sunyer d'Estudis Autonòmics i Locals, membre de la Comissió d'Experts per a la redacció de la Llei de Governs Locals i secretari i tresorer de l'Agrupació de Municipis amb Transport Urbà.
Arran del seu nomenament com a director del Gabinet Jurídic de la Generalitat de Catalunya, fou membre nat de la Comissió Jurídica Assessora de la Generalitat de Catalunya.